# Очаковский переулок (Киев)
Очаковский переулок (укр. Очаківський провулок) — переулок в Соломенском районе Киева, в Чоколовке. Проходит от Донецкой до Очаковской улицы.

## История
Переулок возник в начале 1950-х годов, а современное название получил в 1953 году. Находится рядом с Очаковской улицей.

## Застройка
2-этажные (преимущественно) кирпичные здания, построенные в 1950-е.

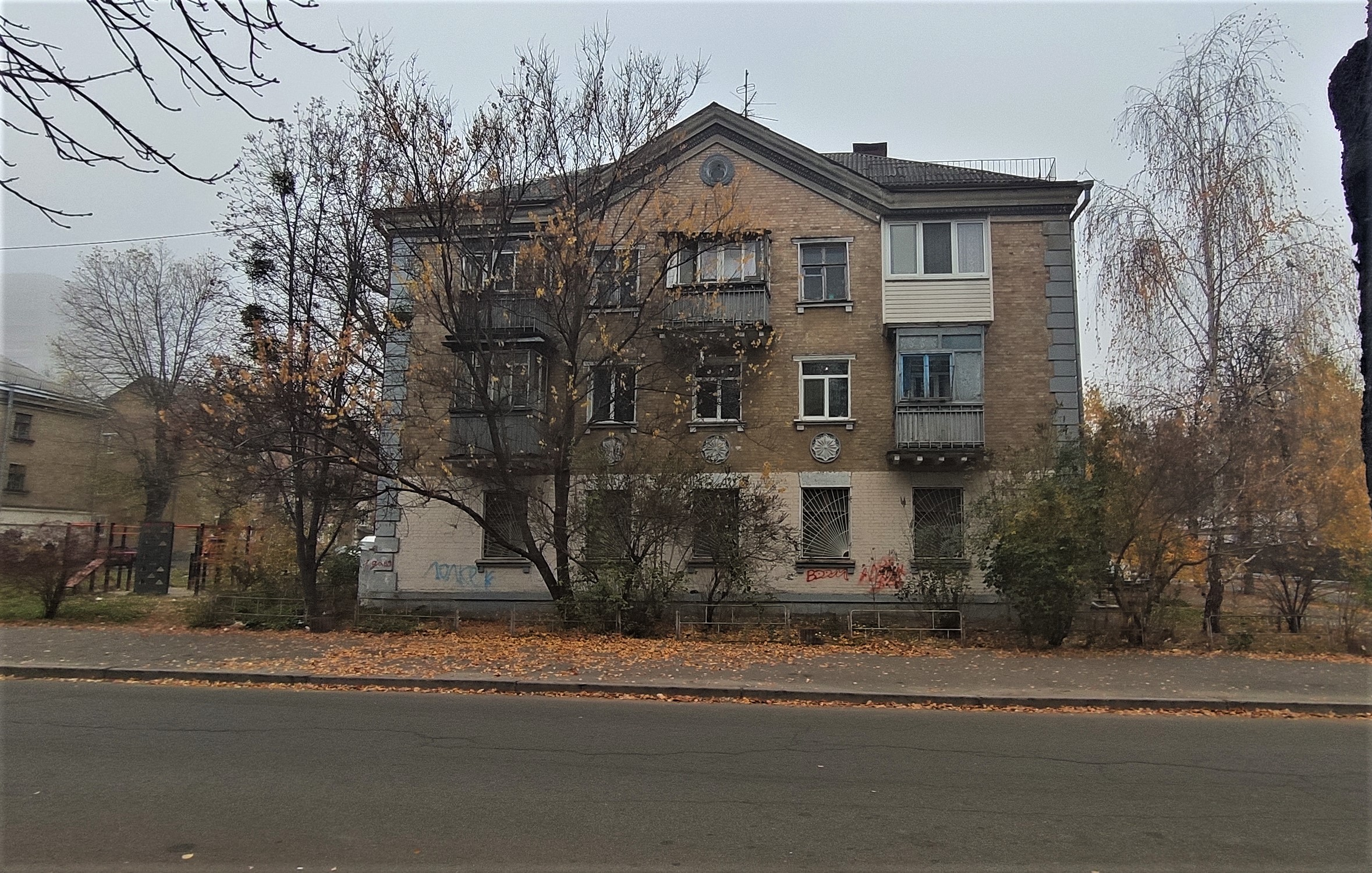
Дом № 8
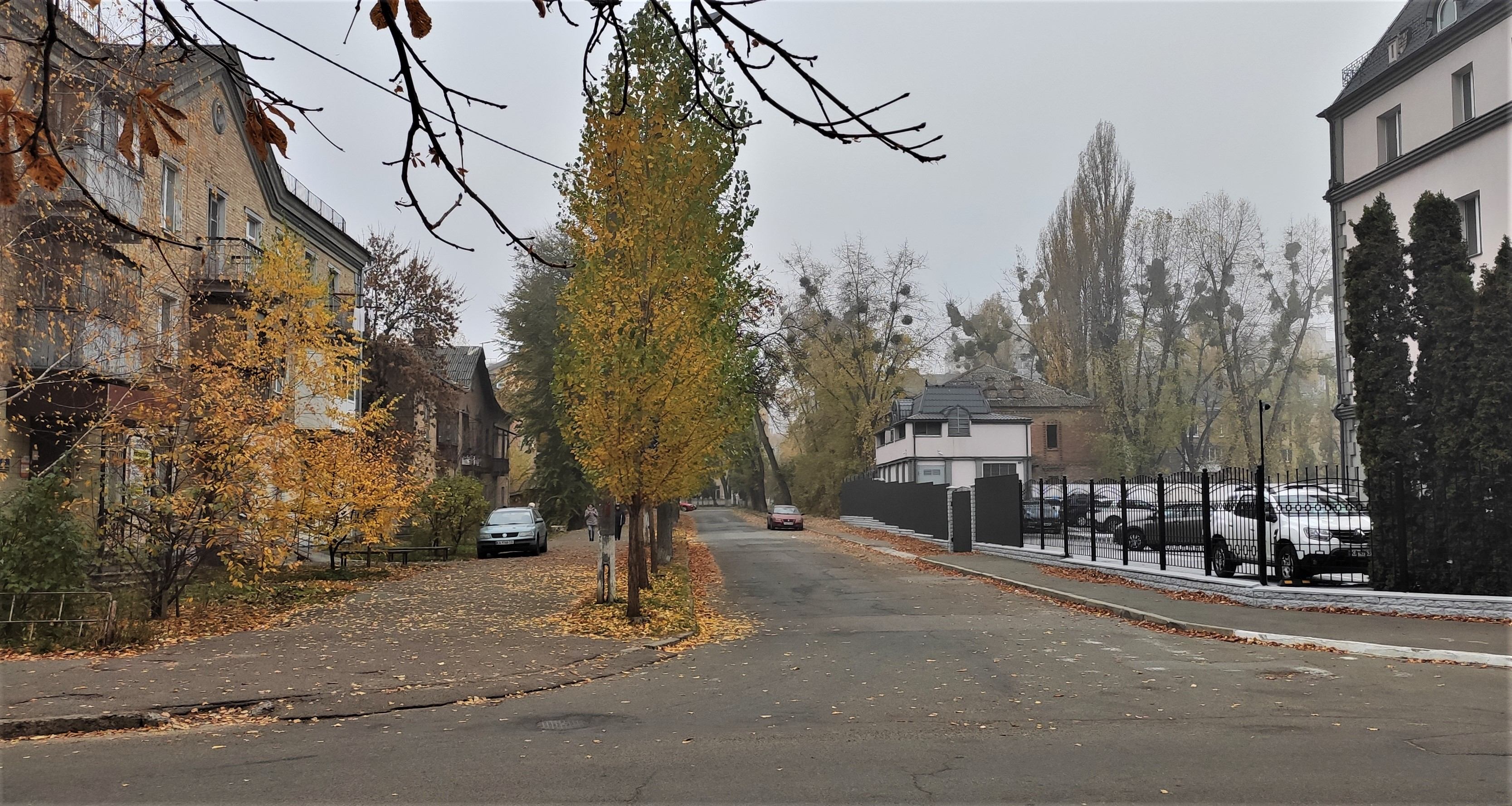
Окончание переулка